# Čežarji
Čežarji este o localitate din comuna Koper, Slovenia, cu o populație de 447 de locuitori.